# Мунзер Каббара
Мунзер Каббара (3 вересня 2002) — ліванський плавець.
Учасник Олімпійських Ігор 2020 року, де в попередніх запливах на дистанції 200 метрів комплексом посів 41-ше місце і не потрапив до півфіналів.